# Nanortalik
Nanortalik (dánsky Nennortalik) je město v kraji Kujalleq v jižním Grónsku. V roce 2018 tu žilo 1 236 obyvatel, takže je to jedenácté největší grónské město a třetí největší město v kraji Kujalleq. Je to také nejjižněji položené město nad 1 000 obyvatel. Název Nanortalik znamená místo, kde žijí medvědi, tento název je ovšem mylný, protože na území Nanortaliku lední medvědi nežijí.

## Historie
Díky své poloze byla oblast dosažena Nory dříve, než byla dosažena inuity. Město bylo založeno v roce 1770 jako Nennortalik. V roce 1797 tu byla obchodníky z Qaqortoqu založena obchodní stanice. Kvůli tomu, že město nemělo přístup k moři, bylo přesunuto o 3 km dále. Ze starého města existují již jen nepatrné pozůstatky.

## Geografie
Nanortalik se nachází na stejnojmenném ostrově na pobřeží Labradorského moře, asi 100 km od mysu Farvel. Ostrov se nachází ve fjordu Tasermiut a nacházejí se tu hory Quaqqarsuasik (559) a Quassik (308 m).
Kolem Nanortaliku se nacházejí osady Narsarmijit, Alluitsup Paa, Tasiusaq, Aappilattoq, Ammassivik, farmy Saputit, Nalasut, Nuugaarsuk, Qallimiut, Qorlortorsuaq a opuštěné osady Akuliaruseq, Alluitsoq a Ikerasassuaq.

## Ekonomika
Hlavními zaměstnáními obyvatel jsou rybolov, lov krabů a lov tuleňů. Mezi lety 2004 a 2013 byly aktivní doly Nalunaq. Byly plány o postavení silnice vedoucí z Nanortaliku do Nalunaqu, ty se ale nepřijaly, protože obyvatelé Nanortaliku neměli příliš zájem o práci v dolech, a v dolech pracovali především cizinci.
Ve městě se nachází škola, fotbalové hřiště, dva hotely, nemocnice, tři obchody se smíšeným zbožím, kostel, hřbitov, muzeum a pošta.

## Počet obyvatel
Do roku 2015 byl Nanortalik desátým největším městem, ale kvůli klesajícímu počtu obyvatel ho Uummannaq předběhl. Počet obyvatel Nanortaliku klesá, jako počet obyvatel většiny osad a měst v Kujallequ.

## Partnerská města
- Kolding, Dánsko
- Roskilde, Dánsko
- Ísafjörður, Island